# 紅胸松鼠
紅胸松鼠（学名：Rubrisciurus rubriventer）是哺乳綱囓齒目松鼠科的一种，是紅胸松鼠屬中唯一的一种。而與紅胸松鼠屬同科的動物尚有南美俾格米松鼠屬（南美俾格米松鼠）、岩松鼠屬（岩松鼠）、鼩吻松鼠屬（鼩吻松鼠）、婆羅洲地鼠屬（婆羅洲地鼠）等之數種哺乳動物。